# Лавровка (Медведевський район)
Ла́вровка (рос. Лавровка, марій. Лаврасола) — присілок у складі Медведевського району Марій Ел, Росія. Входить до складу Руемського сільського поселення.

## Населення
Населення — 12 осіб (2010; 8 у 2002).
Національний склад (станом на 2002 рік):
- росіяни — 37 %